# San Jacinto (Lima)
San Jacinto es el nombre de una urbanización perteneciente al distrito de San Luis, en la ciudad de Lima, capital del Perú. La urbanización es conocida por ser el mercado informal de autopartes más grande y famoso del Perú. Está situado en la avenida Nicolás Ayllón.

## Características
La urbanización se destaca por poseer una zona comercial informal para la compra y venta de autopartes. Asimismo, se caracteriza por poseer productos, en su mayoría, robados. Los pasajes que conectan a San Jacinto, han sido bautizados con nombres referentes a autopartes como: Las Parabrisas, Los Faros, Carburadores, Chasis, Radiadores, Aros, Frenos, Embrague, El Timón, etc.

## Autoridades
San Jacinto, al ser parte del distrito de San Luis, es administrada por esta municipalidad.
- Alcalde (2023 - 2026):
  - Ricardo Robert Pérez Castro, de Renovación Popular, alcalde de San Luis.

### Comisarias de San Jacinto
- Comisaria PNP Yerbateros